# Stati che aderiscono ai trattati internazionali sul copyright
Questa pagina fornisce un elenco dei paesi che hanno firmato e ratificato uno o più trattati internazionali sul copyright.
| Berna       | Convenzione di Berna per la protezione delle opere letterarie e artistiche, Berna, 9 settembre 1886, diventata effettiva 23 maggio 1887 | [ 1 ] |
| UCC Ginevra | Universal Copyright Convention, Ginevra, 6 settembre 1952, diventata effettiva il 16 settembre 1955                                     | [ 2 ] |
| UCC Parigi  | Universal Copyright Convention, Parigi, 24 luglio 1971, diventata effettiva il 10 luglio 1974                                           | [ 3 ] |
| TRIPS       | Agreement on Trade-Related Aspects of Intellectual Property Rights, Marrakech, 15 aprile 1994, diventata effettiva il 1º gennaio 1995   |       |
| WCT         | WIPO Copyright Treaty, Ginevra, 20 dicembre 1996, diventata effettiva il 5 marzo 2002                                                   | [ 4 ] |

La lista sottostante è stata presa dai dati forniti da OMPI, UNESCO e OMC (vedi note): sono stati corretti fino all'11 dicembre 2005 (1º gennaio 2000 per Universal Copyright Convention) ed includono alcune aggiunte dopo questa data. Le date tra parentesi sono le date nelle quali il trattato è diventato effettivo per un dato paese.
| Paese                                | Paese                         | Berna                     | UCC Ginevra               | UCC Parigi                | TRIPS                     | WCT                       |
| ------------------------------------ | ----------------------------- | ------------------------- | ------------------------- | ------------------------- | ------------------------- | ------------------------- |
| Afghanistan (bandiera)               | Afghanistan                   | —                         | —                         | —                         | osservatore               | —                         |
| Albania (bandiera)                   | Albania                       | 6 marzo 1994              | —                         | —                         | 8 settembre 2000          | 6 agosto 2005             |
| Algeria (bandiera)                   | Algeria                       | 19 aprile 1998            | 28 agosto 1973            | 10 luglio 1974            | osservatore               | —                         |
| Andorra (bandiera)                   | Andorra                       | 2 giugno 2004             | 16 settembre 1955         | —                         | osservatore               | —                         |
| Angola (bandiera)                    | Angola                        | —                         | —                         | —                         | 23 novembre 1996          | —                         |
| Antigua e Barbuda (bandiera)         | Antigua e Barbuda             | 17 marzo 2000             | —                         | —                         | 1º gennaio 1995           | —                         |
| Argentina (bandiera)                 | Argentina                     | 10 giugno 1967            | 13 dicembre 1958          | —                         | 1º gennaio 1995           | 6 marzo 2002              |
| Armenia (bandiera)                   | Armenia                       | 19 ottobre 2000           | —                         | —                         | 5 febbraio 2003           | —                         |
| Australia (bandiera)                 | Australia                     | 14 aprile 1928            | 1º maggio 1969            | 29 febbraio 1978          | 1º gennaio 1995           | —                         |
| Austria (bandiera)                   | Austria                       | 1º ottobre 1920           | 2 luglio 1957             | 14 agosto 1982            | 1º gennaio 1995           | signed                    |
| Azerbaigian (bandiera)               | Azerbaigian                   | 4 giugno 1999             | 27 maggio 1973            | —                         | osservatore               | 11 aprile 2006            |
| Bahamas (bandiera)                   | Bahamas                       | 10 luglio 1973            | 13 ottobre 1976           | 27 dicembre 1976          | osservatore               | —                         |
| Bahrein (bandiera)                   | Bahrein                       | 2 marzo 1997              | —                         | —                         | 1º gennaio 1995           | 15 dicembre 2005          |
| Bangladesh (bandiera)                | Bangladesh                    | 4 maggio 1999             | 5 agosto 1975             | 5 agosto 1975             | 1º gennaio 1995           | —                         |
| Barbados (bandiera)                  | Barbados                      | 30 luglio 1983            | 18 giugno 1983            | 18 giugno 1983            | 1º gennaio 1995           | —                         |
| Bielorussia (bandiera)               | Bielorussia                   | 12 dicembre 1997          | 27 maggio 1973            | —                         | osservatore               | 6 marzo 2002              |
| Belgio (bandiera)                    | Belgio                        | 5 dicembre 1887           | 31 agosto 1960            | —                         | 1º gennaio 1995           | 30 agosto 2006            |
| Belize (bandiera)                    | Belize                        | 17 giugno 2000            | 1º marzo 1983             | —                         | 1º gennaio 1995           | —                         |
| Benin (bandiera)                     | Benin                         | 3 gennaio 1961            | —                         | —                         | 22 febbraio 1996          | 16 aprile 2006            |
| Bhutan (bandiera)                    | Bhutan                        | 25 novembre 2004          | —                         | —                         | osservatore               | —                         |
| Bolivia (bandiera)                   | Bolivia                       | 4 novembre 1993           | 22 marzo 1990             | 22 marzo 1990             | 12 settembre 1995         | signed                    |
| Bosnia ed Erzegovina (bandiera)      | Bosnia ed Erzegovina          | 17 giugno 1930            | 11 maggio 1966            | 10 luglio 1974            | osservatore               | —                         |
| Botswana (bandiera)                  | Botswana                      | 15 aprile 1998            | —                         | —                         | 31 maggio 1995            | 27 gennaio 2005           |
| Brasile (bandiera)                   | Brasile                       | 9 febbraio 1922           | 13 gennaio 1960           | 11 dicembre 1975          | 1º gennaio 1995           | —                         |
| Brunei (bandiera)                    | Brunei                        | 30 agosto 2006            | —                         | —                         | 1º gennaio 1995           | —                         |
| Bulgaria (bandiera)                  | Bulgaria                      | 5 dicembre 1921           | 7 giugno 1975             | 7 giugno 1975             | 1º dicembre 1996          | 6 marzo 2002              |
| Burkina Faso (bandiera)              | Burkina Faso                  | 19 agosto 1963            | —                         | —                         | 3 giugno 1995             | 6 marzo 2002              |
| Burundi (bandiera)                   | Burundi                       | —                         | —                         | —                         | 23 luglio 1995            | —                         |
| Cambogia (bandiera)                  | Cambogia                      | —                         | 16 settembre 1955         | —                         | 13 ottobre 2004           | —                         |
| Camerun (bandiera)                   | Camerun                       | 21 settembre 1964         | 1º maggio 1973            | 10 luglio 1974            | 13 dicembre 1995          | —                         |
| Canada (bandiera)                    | Canada                        | 10 aprile 1928            | 10 agosto 1962            | —                         | 1º gennaio 1995           | signed                    |
| Capo Verde (bandiera)                | Capo Verde                    | 7 luglio 1997             | —                         | —                         | osservatore               | —                         |
| Rep. Centrafricana (bandiera)        | Repubblica Centrafricana      | 3 settembre 1977          | —                         | —                         | 31 maggio 1995            | —                         |
| Ciad (bandiera)                      | Ciad                          | 25 novembre 1971          | —                         | —                         | 19 ottobre 1996           | —                         |
| Cile (bandiera)                      | Cile                          | 5 giugno 1970             | 16 settembre 1955         | —                         | 1º gennaio 1995           | 6 marzo 2002              |
| Cina (bandiera)                      | Cina                          | 15 ottobre 1992           | 30 ottobre 1992           | 30 ottobre 1992           | 11 dicembre 2001          | —                         |
| Colombia (bandiera)                  | Colombia                      | 7 marzo 1988              | 18 giugno 1976            | 18 giugno 1976            | 30 aprile 1995            | 6 marzo 2002              |
| Comore (bandiera)                    | Comore                        | 17 aprile 2005            | —                         | —                         | —                         | —                         |
| RD del Congo (bandiera)              | Congo, Repubblica Democratica | 8 ottobre 1963            | —                         | —                         | 1º gennaio 1997           | —                         |
| Rep. del Congo (bandiera)            | Congo, Repubblica             | 8 maggio 1962             | —                         | —                         | 27 marzo 1997             | —                         |
| Costa Rica (bandiera)                | Costa Rica                    | 10 giugno 1978            | 16 settembre 1955         | 7 marzo 1980              | 1º gennaio 1995           | 6 marzo 2002              |
| Costa d'Avorio (bandiera)            | Costa d'Avorio                | 1º gennaio 1962           | —                         | —                         | 1º gennaio 1995           | —                         |
| Croazia (bandiera)                   | Croazia                       | 17 giugno 1930            | 11 maggio 1966            | 10 luglio 1974            | 30 novembre 2000          | 6 marzo 2002              |
| Cuba (bandiera)                      | Cuba                          | 20 febbraio 1997          | 18 giugno 1957            | —                         | 20 aprile 1995            | —                         |
| Cipro (bandiera)                     | Cipro                         | 24 febbraio 1964          | 19 dicembre 1990          | 19 dicembre 1990          | 30 luglio 1995            | 4 novembre 2003           |
| Rep. Ceca (bandiera)                 | Repubblica Ceca               | 1º gennaio 1993           | 6 gennaio 1960            | 17 aprile 1980            | 1º gennaio 1995           | 6 marzo 2002              |
| Danimarca (bandiera)                 | Danimarca                     | 1º luglio 1903            | 9 febbraio 1962           | 11 luglio 1979            | 1º gennaio 1995           | signed                    |
| Gibuti (bandiera)                    | Gibuti                        | 13 maggio 2002            | —                         | —                         | 31 maggio 1995            | —                         |
| Dominica (bandiera)                  | Dominica                      | 7 agosto 1999             | —                         | —                         | 1º gennaio 1995           | —                         |
| Rep. Dominicana (bandiera)           | Repubblica Dominicana         | 24 dicembre 1997          | 8 maggio 1983             | 8 maggio 1982             | 9 marzo 1995              | 12 gennaio 2006           |
| Ecuador (bandiera)                   | Ecuador                       | 9 ottobre 1991            | 3 maggio 1957             | 6 settembre 1991          | 21 gennaio 1996           | 6 marzo 2002              |
| Egitto (bandiera)                    | Egitto                        | 7 giugno 1977             | —                         | —                         | 30 giugno 1995            | —                         |
| El Salvador (bandiera)               | El Salvador                   | 19 febbraio 1994          | 29 marzo 1979             | 29 marzo 1979             | 7 maggio 1995             | 6 marzo 2002              |
| Guinea Equatoriale (bandiera)        | Guinea Equatoriale            | 26 giugno 1997            | —                         | —                         | osservatore               | —                         |
| Eritrea (bandiera)                   | Eritrea                       | —                         | —                         | —                         | —                         | —                         |
| Etiopia (bandiera)                   | Etiopia                       | —                         | —                         | —                         | osservatore               | —                         |
| Estonia (bandiera)                   | Estonia                       | 26 ottobre 1994           | —                         | —                         | 13 novembre 1999          | signed                    |
| Europa (bandiera)                    | Unione europea                | —                         | —                         | —                         | 1º gennaio 1995           | signed                    |
| Figi (bandiera)                      | Figi                          | 1º dicembre 1971          | 13 marzo 1972             | —                         | 14 gennaio 1996           | —                         |
| Finlandia (bandiera)                 | Finlandia                     | 1º aprile 1928            | 16 aprile 1963            | 1º novembre 1986          | 1º gennaio 1995           | signed                    |
| Francia (bandiera)                   | Francia                       | 5 dicembre 1887           | 14 gennaio 1956           | 11 dicembre 1972          | 1º gennaio 1995           | signed                    |
| Gabon (bandiera)                     | Gabon                         | 26 marzo 1962             | —                         | —                         | 1º gennaio 1995           | 6 marzo 2002              |
| Gambia (bandiera)                    | Gambia                        | 7 marzo 1993              | —                         | —                         | 23 ottobre 1996           | —                         |
| Georgia (bandiera)                   | Georgia                       | 16 maggio 1995            | —                         | —                         | 14 giugno 2000            | 6 marzo 2002              |
| Germania (bandiera)                  | Germania                      | 5 dicembre 1887           | 16 settembre 1955         | 18 gennaio 1974           | 1º gennaio 1995           | signed                    |
| Ghana (bandiera)                     | Ghana                         | 11 ottobre 1991           | 22 agosto 1962            | —                         | 1º gennaio 1995           | 18 novembre 2006          |
| Grecia (bandiera)                    | Grecia                        | 9 novembre 1920           | 24 agosto 1963            | —                         | 1º gennaio 1995           | signed                    |
| Grenada (bandiera)                   | Grenada                       | 22 settembre 1998         | —                         | —                         | 22 febbraio 1996          | —                         |
| Guatemala (bandiera)                 | Guatemala                     | 28 luglio 1997            | 28 ottobre 1964           | —                         | 21 luglio 1995            | 4 febbraio 2003           |
| Guinea (bandiera)                    | Guinea                        | 20 novembre 1980          | 13 novembre 1981          | 13 novembre 1981          | 25 ottobre 1995           | 25 maggio 2002            |
| Guinea-Bissau (bandiera)             | Guinea-Bissau                 | 22 luglio 1991            | —                         | —                         | 31 maggio 1995            | —                         |
| Haiti (bandiera)                     | Haiti                         | 11 gennaio 1996           | 16 settembre 1955         | —                         | 30 gennaio 1996           | —                         |
| Honduras (bandiera)                  | Honduras                      | 25 gennaio 1990           | —                         | —                         | 1º gennaio 1995           | 20 maggio 2002            |
| Hong Kong (bandiera)                 | Hong Kong                     | 1º luglio 1997            | 30 settembre 1997         | 30 settembre 1997         | 1º gennaio 1995           | —                         |
| Ungheria (bandiera)                  | Ungheria                      | 14 febbraio 1922          | 23 gennaio 1971           | 10 luglio 1974            | 1º gennaio 1995           | 6 marzo 2002              |
| Islanda (bandiera)                   | Islanda                       | 7 settembre 1947          | 18 dicembre 1956          | —                         | 1º gennaio 1995           | —                         |
| India (bandiera)                     | India                         | 1º aprile 1928            | 21 gennaio 1958           | 7 aprile 1988             | 1º gennaio 1995           | —                         |
| Indonesia (bandiera)                 | Indonesia                     | 5 settembre 1997          | —                         | —                         | 1º gennaio 1995           | 6 marzo 2002              |
| Iran (bandiera)                      | Iran                          | —                         | —                         | —                         | osservatore               | —                         |
| Iraq (bandiera)                      | Iraq                          | —                         | —                         | —                         | osservatore               | —                         |
| Irlanda (bandiera)                   | Irlanda                       | 5 ottobre 1927            | 20 gennaio 1959           | —                         | 1º gennaio 1995           | signed                    |
| Israele (bandiera)                   | Israele                       | 24 marzo 1950             | 16 settembre 1955         | —                         | 21 aprile 1995            | signed                    |
| Italia (bandiera)                    | Italia                        | 5 dicembre 1887           | 24 gennaio 1957           | 25 gennaio 1980           | 1º gennaio 1995           | signed                    |
| Giamaica (bandiera)                  | Giamaica                      | 1º gennaio 1994           | —                         | —                         | 9 maggio 1995             | 12 giugno 2002            |
| Giappone (bandiera)                  | Giappone                      | 15 luglio 1899            | 16 settembre 1955         | 21 ottobre 1977           | 1º gennaio 1995           | 6 marzo 2002              |
| Giordania (bandiera)                 | Giordania                     | 28 luglio 1999            | —                         | —                         | 11 aprile 2000            | 27 aprile 2004            |
| Kazakistan (bandiera)                | Kazakistan                    | 12 aprile 1999            | 27 maggio 1973            | —                         | osservatore               | 12 novembre 2004          |
| Kenya (bandiera)                     | Kenya                         | 11 giugno 1993            | 7 settembre 1966          | 10 luglio 1974            | 1º gennaio 1995           | signed                    |
| Kiribati (bandiera)                  | Kiribati                      | —                         | —                         | —                         | —                         | —                         |
| Corea del Nord (bandiera)            | Corea del Nord                | 28 aprile 2003            | —                         | —                         | —                         | —                         |
| Corea del Sud (bandiera)             | Corea del Sud                 | 21 agosto 1996            | 1º ottobre 1987           | 1º ottobre 1987           | 1º gennaio 1995           | 24 giugno 2004            |
| Kuwait (bandiera)                    | Kuwait                        | —                         | —                         | —                         | 1º gennaio 1995           | —                         |
| Kirghizistan (bandiera)              | Kirghizistan                  | 8 luglio 1999             | —                         | —                         | 20 dicembre 1998          | 6 marzo 2002              |
| Laos (bandiera)                      | Laos                          | —                         | 16 settembre 1955         | —                         | osservatore               | —                         |
| Lettonia (bandiera)                  | Lettonia                      | 11 agosto 1995            | —                         | —                         | 10 febbraio 1999          | 6 marzo 2002              |
| Libano (bandiera)                    | Libano                        | 30 settembre 1947         | 17 ottobre 1959           | —                         | osservatore               | —                         |
| Lesotho (bandiera)                   | Lesotho                       | 28 settembre 1989         | —                         | —                         | 31 maggio 1995            | —                         |
| Liberia (bandiera)                   | Liberia                       | 8 marzo 1989              | 27 luglio 1956            | —                         | —                         | —                         |
| Libia (bandiera)                     | Libia                         | 28 settembre 1976         | —                         | —                         | osservatore               | —                         |
| Liechtenstein (bandiera)             | Liechtenstein                 | 30 luglio 1931            | 22 gennaio 1959           | 11 novembre 1999          | 1º settembre 1995         | —                         |
| Lituania (bandiera)                  | Lituania                      | 14 dicembre 1994          | —                         | —                         | 31 maggio 2001            | 6 marzo 2002              |
| Lussemburgo (bandiera)               | Lussemburgo                   | 20 giugno 1888            | 15 ottobre 1955           | —                         | 1º gennaio 1995           | signed                    |
| Macao (bandiera)                     | Macao                         | 20 dicembre 1999          | —                         | —                         | 1º gennaio 1995           | —                         |
| Macedonia del Nord (bandiera)        | Macedonia del Nord            | 17 giugno 1930            | 11 maggio 1966            | 10 luglio 1974            | 4 aprile 2003             | 4 febbraio 2004           |
| Madagascar (bandiera)                | Madagascar                    | 1º gennaio 1966           | —                         | —                         | 17 novembre 1995          | —                         |
| Malawi (bandiera)                    | Malawi                        | 12 ottobre 1991           | 26 ottobre 1965           | —                         | 31 maggio 1995            | —                         |
| Malaysia (bandiera)                  | Malaysia                      | 1º ottobre 1990           | —                         | —                         | 1º gennaio 1995           | —                         |
| Maldive (bandiera)                   | Maldive                       | —                         | —                         | —                         | 31 maggio 1995            | —                         |
| Mali (bandiera)                      | Mali                          | 19 marzo 1962             | —                         | —                         | 31 maggio 1995            | 24 aprile 2002            |
| Malta (bandiera)                     | Malta                         | 21 settembre 1964         | 19 novembre 1968          | —                         | 1º gennaio 1995           | —                         |
| Mauritania (bandiera)                | Mauritania                    | 6 febbraio 1973           | —                         | —                         | 31 maggio 1995            | —                         |
| Mauritius (bandiera)                 | Mauritius                     | 10 maggio 1989            | 20 novembre 1970          | —                         | 1º gennaio 1995           | —                         |
| Messico (bandiera)                   | Messico                       | 11 giugno 1967            | 12 maggio 1957            | 31 ottobre 1975           | 1º gennaio 1995           | 6 marzo 2002              |
|                                      | Micronesia                    | 7 ottobre 2003            | —                         | —                         | —                         | —                         |
| Moldavia (bandiera)                  | Moldavia                      | 2 novembre 1995           | 27 maggio 1973            | —                         | 26 luglio 2001            | 6 marzo 2002              |
| Monaco (bandiera)                    | Monaco                        | 30 maggio 1989            | 16 settembre 1955         | 13 dicembre 1974          | —                         | signed                    |
| Mongolia (bandiera)                  | Mongolia                      | 12 marzo 1998             | —                         | —                         | 29 gennaio 1997           | 25 ottobre 2002           |
| Montenegro (bandiera)                | Montenegro                    | see Serbia and Montenegro | see Serbia and Montenegro | see Serbia and Montenegro | see Serbia and Montenegro | see Serbia and Montenegro |
| Marocco (bandiera)                   | Marocco                       | 16 giugno 1917            | 8 maggio 1972             | 28 gennaio 1976           | 1º gennaio 1995           | —                         |
| Mozambico (bandiera)                 | Mozambico                     | —                         | —                         | —                         | 26 agosto 1995            | —                         |
| Birmania (bandiera)                  | Birmania                      | —                         | —                         | —                         | 1º gennaio 1995           | —                         |
| Namibia (bandiera)                   | Namibia                       | 21 marzo 1990             | —                         | —                         | 1º gennaio 1995           | signed                    |
| Nauru (bandiera)                     | Nauru                         | —                         | —                         | —                         | —                         | —                         |
| Nepal (bandiera)                     | Nepal                         | 11 gennaio 2006           | —                         | —                         | 23 aprile 2004            | —                         |
| Paesi Bassi (bandiera)               | Paesi Bassi                   | 1º novembre 1912          | 22 giugno 1967            | 30 novembre 1985          | 1º gennaio 1995           | signed                    |
| Nuova Zelanda (bandiera)             | Nuova Zelanda                 | 24 aprile 1928            | 11 settembre 1964         | —                         | 1º gennaio 1995           | —                         |
| Nicaragua (bandiera)                 | Nicaragua                     | 23 agosto 2000            | 16 agosto 1961            | —                         | 3 settembre 1995          | 6 marzo 2003              |
| Niger (bandiera)                     | Niger                         | 2 maggio 1962             | 15 maggio 1989            | 15 maggio 1989            | 13 dicembre 1996          | —                         |
| Nigeria (bandiera)                   | Nigeria                       | 14 settembre 1993         | 14 febbraio 1962          | —                         | 1º gennaio 1995           | signed                    |
| Norvegia (bandiera)                  | Norvegia                      | 13 aprile 1896            | 23 gennaio 1963           | 7 agosto 1974             | 1º gennaio 1995           | —                         |
| Oman (bandiera)                      | Oman                          | 14 luglio 1999            | —                         | —                         | 9 novembre 2000           | 20 settembre 2005         |
| Pakistan (bandiera)                  | Pakistan                      | 5 luglio 1948             | 16 settembre 1955         | —                         | 1º gennaio 1995           | —                         |
| Palau (bandiera)                     | Palau                         | —                         | —                         | —                         | —                         | —                         |
| Panama (bandiera)                    | Panama                        | 8 giugno 1996             | 17 ottobre 1962           | 3 settembre 1980          | 6 settembre 1997          | 6 marzo 2002              |
| Papua Nuova Guinea (bandiera)        | Papua Nuova Guinea            | —                         | —                         | —                         | 9 giugno 1996             | —                         |
| Paraguay (bandiera)                  | Paraguay                      | 2 gennaio 1992            | 11 marzo 1962             | —                         | 1º gennaio 1995           | 6 marzo 2002              |
| Perù (bandiera)                      | Perù                          | 20 agosto 1988            | 16 ottobre 1963           | 22 luglio 1985            | 1º gennaio 1995           | 6 marzo 2002              |
| Filippine (bandiera)                 | Filippine                     | 1º agosto 1951            | 19 novembre 1955          | —                         | 1º gennaio 1995           | 4 ottobre 2002            |
| Polonia (bandiera)                   | Polonia                       | 28 gennaio 1920           | 9 marzo 1977              | 9 marzo 1977              | 1º luglio 1995            | 24 marzo 2004             |
| Portogallo (bandiera)                | Portogallo                    | 29 marzo 1911             | 25 dicembre 1956          | 30 luglio 1981            | 1º gennaio 1995           | signed                    |
| Qatar (bandiera)                     | Qatar                         | 5 luglio 2000             | —                         | —                         | 13 gennaio 1996           | 28 ottobre 2005           |
| Romania (bandiera)                   | Romania                       | 1º gennaio 1927           | —                         | —                         | 1º gennaio 1995           | 6 marzo 2002              |
| Russia (bandiera)                    | Russia                        | 13 marzo 1995             | 27 maggio 1973            | 9 dicembre 1994           | osservatore               | —                         |
| Ruanda (bandiera)                    | Ruanda                        | 1º marzo 1984             | 10 novembre 1989          | 10 novembre 1989          | 22 maggio 1996            | —                         |
| Saint Kitts e Nevis (bandiera)       | Saint Kitts e Nevis           | 9 aprile 1995             | —                         | —                         | 21 febbraio 1996          | —                         |
| Saint Lucia (bandiera)               | Saint Lucia                   | 24 agosto 1993            | —                         | —                         | 1º gennaio 1995           | 6 marzo 2002              |
| Saint Vincent e Grenadine (bandiera) | Saint Vincent e Grenadine     | 29 agosto 1995            | 22 aprile 1985            | 22 aprile 1985            | 1º gennaio 1995           | —                         |
| Samoa (bandiera)                     | Samoa                         | 21 luglio 2006            | —                         | —                         | osservatore               | —                         |
| San Marino (bandiera)                | San Marino                    | —                         | —                         | —                         | —                         | —                         |
| São Tomé e Príncipe (bandiera)       | São Tomé e Príncipe           | —                         | —                         | —                         | osservatore               | —                         |
| Arabia Saudita (bandiera)            | Arabia Saudita                | 11 marzo 2004             | 13 luglio 1994            | 13 luglio 1994            | 11 dicembre 2005          | —                         |
| Senegal (bandiera)                   | Senegal                       | 25 agosto 1962            | 9 luglio 1974             | 9 luglio 1974             | 1º gennaio 1995           | 18 maggio 2002            |
| Serbia (bandiera)                    | Serbia                        | 17 giugno 1930            | 11 maggio 1966            | 10 luglio 1974            | osservatore               | 13 giugno 2003            |
| Seychelles (bandiera)                | Seychelles                    | —                         | —                         | —                         | osservatore               | —                         |
| Sierra Leone (bandiera)              | Sierra Leone                  | —                         | —                         | —                         | 23 luglio 1995            | —                         |
| Singapore (bandiera)                 | Singapore                     | 21 dicembre 1998          | —                         | —                         | 1º gennaio 1995           | 17 aprile 2005            |
| Slovacchia (bandiera)                | Slovacchia                    | 1º gennaio 1993           | 6 gennaio 1960            | 17 aprile 1980            | 1º gennaio 1995           | 6 marzo 2002              |
| Slovenia (bandiera)                  | Slovenia                      | 17 giugno 1930            | 11 maggio 1966            | 10 luglio 1974            | 30 luglio 1995            | 6 marzo 2002              |
| Isole Salomone (bandiera)            | Isole Salomone                | —                         | —                         | —                         | 26 luglio 1996            | —                         |
| Somalia (bandiera)                   | Somalia                       | —                         | —                         | —                         | —                         | —                         |
| Sudafrica (bandiera)                 | Sudafrica                     | 3 ottobre 1928            | —                         | —                         | 1º gennaio 1995           | signed                    |
| Spagna (bandiera)                    | Spagna                        | 5 dicembre 1887           | 27 gennaio 1955           | 10 luglio 1974            | 1º gennaio 1995           | signed                    |
| Sri Lanka (bandiera)                 | Sri Lanka                     | 20 luglio 1959            | 25 gennaio 1984           | 25 gennaio 1984           | 1º gennaio 1995           | —                         |
| Sudan (bandiera)                     | Sudan                         | 28 dicembre 2000          | —                         | —                         | osservatore               | —                         |
| Suriname (bandiera)                  | Suriname                      | 23 febbraio 1977          | —                         | —                         | 1º gennaio 1995           | —                         |
| eSwatini (bandiera)                  | Swaziland                     | 14 dicembre 1998          | —                         | —                         | 1º gennaio 1995           | —                         |
| Svezia (bandiera)                    | Svezia                        | 1º agosto 1904            | 1º luglio 1961            | 10 luglio 1974            | 1º gennaio 1995           | signed                    |
|                                      | Svizzera                      | 5 dicembre 1887           | 30 marzo 1956             | 21 settembre 1993         | 1º luglio 1995            | signed                    |
| Siria (bandiera)                     | Siria                         | 11 giugno 2004            | —                         | —                         | —                         | —                         |
| Taiwan (bandiera)                    | Taiwan                        | —                         | —                         | —                         | 1º gennaio 2002           | —                         |
| Tagikistan (bandiera)                | Tagikistan                    | 9 marzo 2000              | 27 maggio 1973            | —                         | osservatore               | —                         |
| Tanzania (bandiera)                  | Tanzania                      | —                         | —                         | —                         | 1º gennaio 1995           | —                         |
| Thailandia (bandiera)                | Thailandia                    | 17 luglio 1931            | —                         | —                         | 1º gennaio 1995           | —                         |
| Timor Est (bandiera)                 | Timor Est                     | see Indonesia             | see Indonesia             | see Indonesia             | see Indonesia             | see Indonesia             |
| Togo (bandiera)                      | Togo                          | 30 aprile 1975            | —                         | —                         | 31 maggio 1995            | 21 maggio 2003            |
| Tonga (bandiera)                     | Tonga                         | 14 giugno 2001            | —                         | —                         | osservatore               | —                         |
| Trinidad e Tobago (bandiera)         | Trinidad e Tobago             | 16 agosto 1988            | 19 agosto 1988            | 19 agosto 1988            | 1º marzo 1995             | —                         |
| Tunisia (bandiera)                   | Tunisia                       | 5 dicembre 1887           | 19 giugno 1969            | 10 giugno 1975            | 29 marzo 1995             | —                         |
| Turchia (bandiera)                   | Turchia                       | 1º gennaio 1952           | —                         | —                         | 26 marzo 1995             | —                         |
| Turkmenistan (bandiera)              | Turkmenistan                  | —                         | —                         | —                         | —                         | —                         |
| Tuvalu (bandiera)                    | Tuvalu                        | —                         | —                         | —                         | —                         | —                         |
| Uganda (bandiera)                    | Uganda                        | —                         | —                         | —                         | 1º gennaio 1995           | —                         |
| Ucraina (bandiera)                   | Ucraina                       | 25 ottobre 1995           | 27 maggio 1973            | —                         | osservatore               | 6 marzo 2002              |
| Emirati Arabi Uniti (bandiera)       | Emirati Arabi Uniti           | 14 luglio 2004            | —                         | —                         | 10 aprile 1996            | 14 luglio 2004            |
| Regno Unito (bandiera)               | Regno Unito                   | 5 dicembre 1887           | 27 settembre 1957         | 10 luglio 1974            | 1º gennaio 1995           | signed                    |
| Stati Uniti (bandiera)               | Stati Uniti d'America         | 1º marzo 1989             | 16 settembre 1955         | 10 luglio 1974            | 1º gennaio 1995           | 6 marzo 2002              |
| Uruguay (bandiera)                   | Uruguay                       | 10 luglio 1967            | 12 aprile 1993            | 12 aprile 1993            | 1º gennaio 1995           | signed                    |
| Uzbekistan (bandiera)                | Uzbekistan                    | 19 aprile 2005            | —                         | —                         | osservatore               | —                         |
| Vanuatu (bandiera)                   | Vanuatu                       | —                         | —                         | —                         | osservatore               | —                         |
| Città del Vaticano (bandiera)        | Città del Vaticano            | 12 settembre 1935         | 5 ottobre 1955            | 6 maggio 1980             | osservatore               | —                         |
| Venezuela (bandiera)                 | Venezuela                     | 30 dicembre 1982          | 30 settembre 1966         | 11 aprile 1996            | 1º gennaio 1995           | signed                    |
| Vietnam (bandiera)                   | Vietnam                       | 26 ottobre 2004           | —                         | —                         | osservatore               | —                         |
| Yemen (bandiera)                     | Yemen                         | —                         | —                         | —                         | osservatore               | —                         |
| Zambia (bandiera)                    | Zambia                        | 2 gennaio 1992            | 1º giugno 1965            | —                         | 1º gennaio 1995           | —                         |
| Zimbabwe (bandiera)                  | Zimbabwe                      | 18 aprile 1980            | —                         | —                         | 5 marzo 1995              | —                         |